# Pierre-Henri Fabre
Pierre-Henri Fabre (* 1981) ist ein französischer Evolutionsbiologe und Mammaloge. Er ist außerordentlicher Professor für Zoologie und Evolutionsbiologie bei der Équipe Phylogénie et Évolution Moléculaires am Institut des Sciences de l’Evolution de Montpellier (ISEM).

## Leben
Fabre wurde 2008 an der Université Montpellier 2 mit der Dissertation Inférence des processus de diversification au sein des Mammifères: l’intérêt des méthodes phylogénétiques macroévolutives appliquées aux Rongeurs et Primates über die Diversifizierung von Primaten und Nagetieren unter der Leitung von Emmanuel Douzery zum Ph.D. promoviert. Es folgte ein Postdoc-Jahr am Center for Macroecology, Evolution and Climate der Universität Kopenhagen, wo er in Zusammenarbeit mit Knud Jønsson und Jon Fjeldså über die Inseldiversifizierung und Biogeographie der Stamm-Corvoidea forschte.
Ein zweites Postdoc-Projekt absolvierte er am Harvard Museum of Comparative Zoology, wo er gemeinsam mit Jonathan Losos die Inseldiversifizierung und Biogeographie der indopazifischen Nagetiere untersuchte.
Fabres Forschung widmet sich der Systematik, Biogeographie und Makroevolution von Tieren, wobei sich der überwiegende Teil auf die Mammalogie bezieht. Er führt Feldstudien durch und arbeitet mit zoologischen Museumssammlungen zusammen, um Zugang zu biologischem Material für seine Forschung zu erhalten. Dabei verwendet er sowohl die Genomik als auch die Morphologie zur Erstellung von Phylogenien, um systematische Fragen zu klären und neue Arten oder Taxa zu beschreiben. Sein Forschungsschwerpunkt besteht darin, geografische, morphologische und paläontologische Daten in phylogenetische Analysen einzubeziehen, um die Entwicklungsgeschichte der Tiere zu studieren.  Er arbeitet an Projekten im Zusammenhang mit der Morpho-Anatomie und Evolution des Schädels von Säugetieren, der Systematik, Taxonomie, Biogeographie und Evolution von indopazifischen und südamerikanischen Kleinsäugern und der morphologischen und genomischen Evolution des Geruchs- und Kauapparats bei Säugetieren.
Fabre ist wissenschaftlicher Mitarbeiter am Natural History Museum in London und Redakteur beim wissenschaftlichen Journal Zootaxa.
2016 und 2017 wirkte er an den Bänden 6 und 7 des Handbook of the Mammals of the World mit, wo er Artartikel zu den Familien Echimyidae und Muridae verfasste.
2013 gehörte Fabre zu den Erstbeschreibern der Halmahera-Ratte (Halmaheramys bokimekot). Im selben Jahr gehörte er zum Erstbeschreiberteam der Serameule (Tyto almae). 2018 folgte die Erstbeschreibung der Wallace-Stachelratte (Halmaheramys wallacei). Im selben Jahr beschrieb er in Zusammenarbeit mit Louise H. Emmons die neue Gattung Leiuromys für die Nachtschwanz-Tüpfelbaumratte (Leiuromys occasius) sowie die Weißbauch-Tororatte (Toromys albiventris) als neue Art. 2019 beschrieb er die Unterfamilie Carterodontinae in der Familie der Stachelratten (Echimyidae).